# Rosa (símbolo)

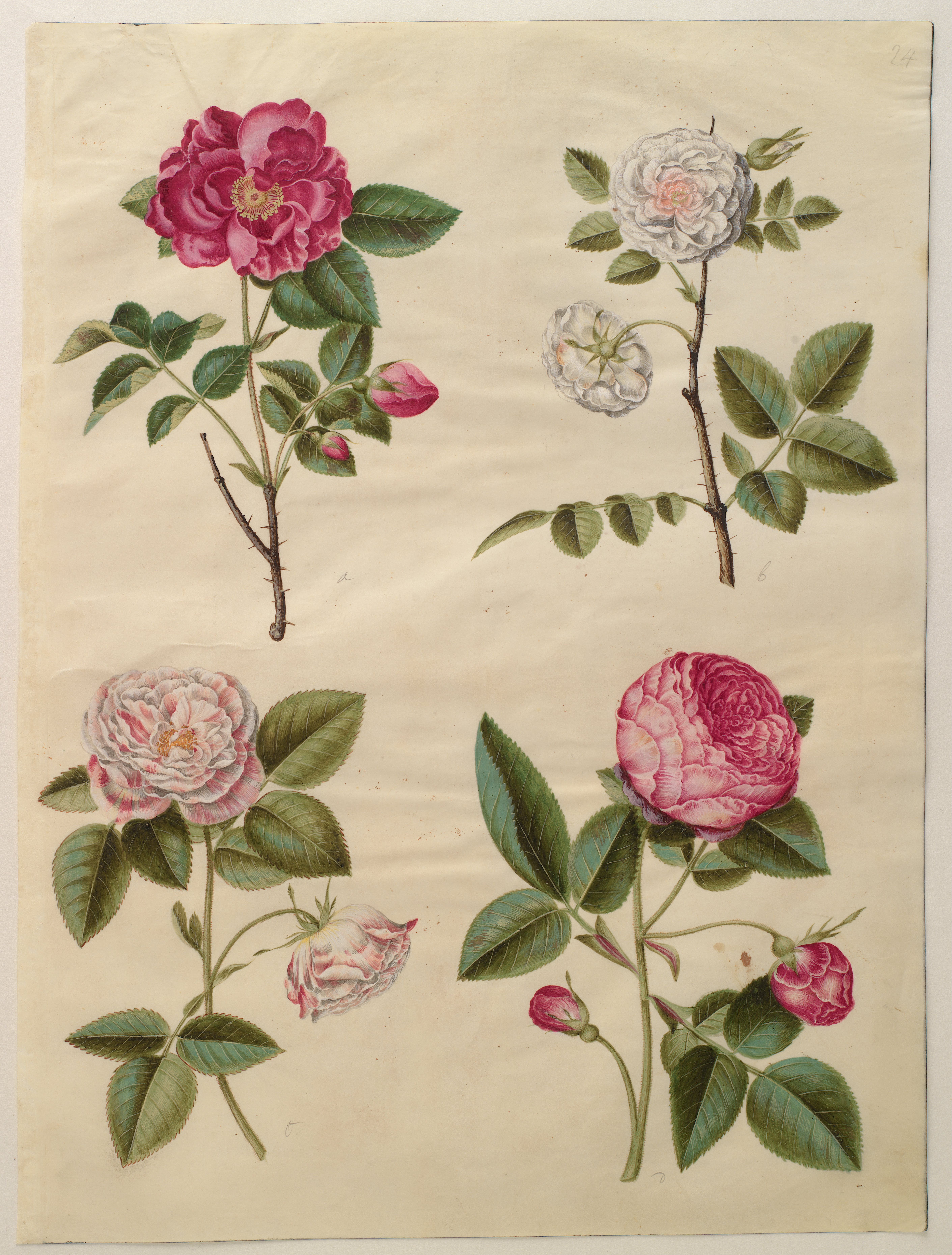
Hans Simon Holtzbecker: Rosa gallica, guache, c. 1650 (Statens Museum for Kunst, Copenhagen). A semi-dupla Rosa gallica, de vermelho-vivo, foi "a ancestral de todas as rosas da Europa medieval".

Várias culturas e tradições populares atribuem um significado simbólico à rosa, embora raramente sejam compreendidos em profundidade. Exemplos de significados mais profundos encontram-se na linguagem das flores e em como uma rosa pode ter um significado diferente nos arranjos. Há significados comumente associados a rosas de diferentes cores, como a vermelha para o amor. Sua presença simbólica é vista também em brasões na heráldica.

## Na religião

### Religião greco-romana

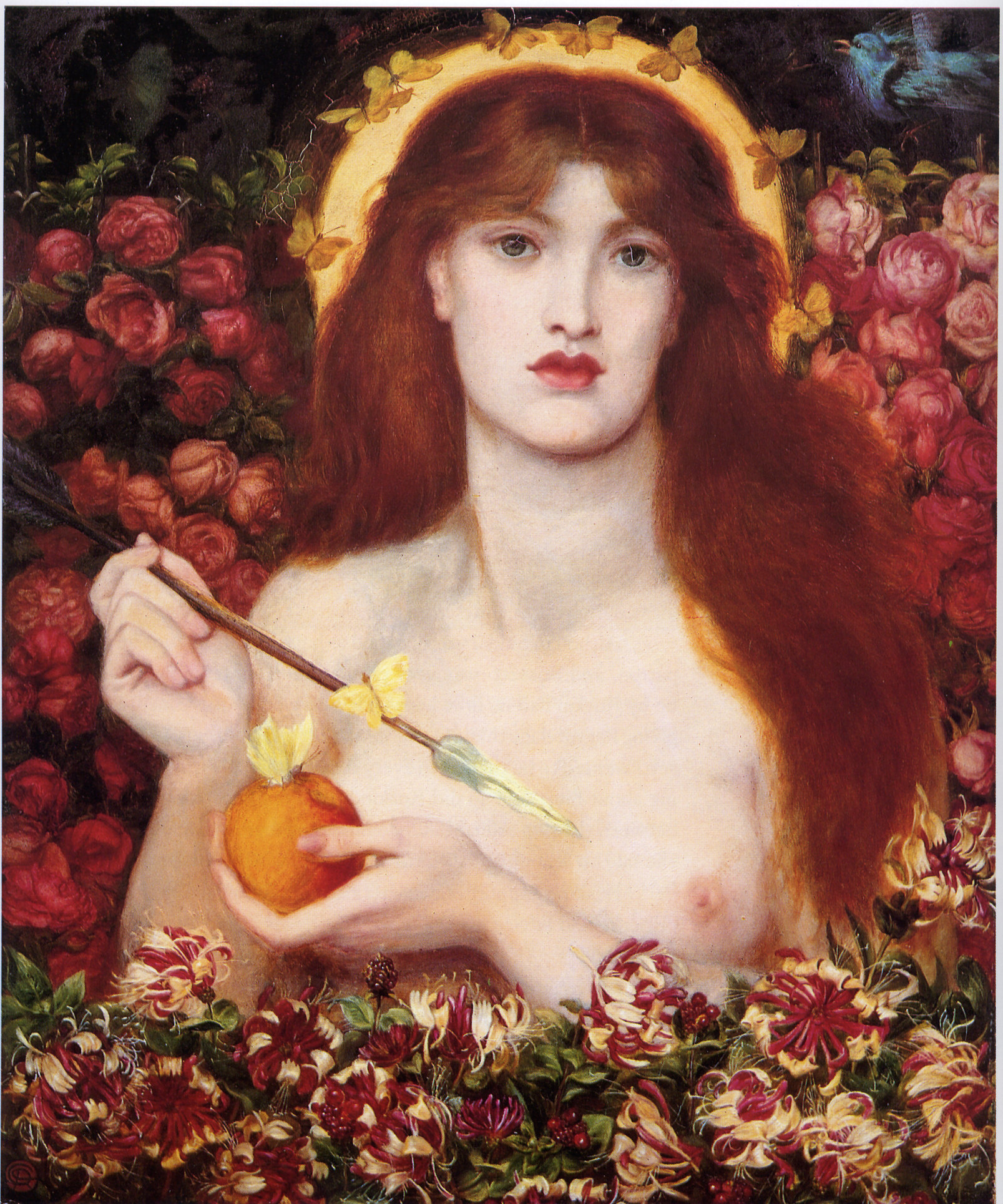
Venus Verticórdia (1868) de Dante Gabriel Rossetti, mostrando a deusa Afrodite rodeada de rosas vermelhas

Na Grécia antiga, a rosa estava intimamente associada à deusa Afrodite. Na Ilíada, Afrodite protege o corpo de Heitor usando o "óleo imortal da rosa" e o poeta lírico grego arcaico Íbico elogia um belo jovem dizendo que Afrodite cuidou dele "entre flores de rosa". O escritor de viagens grego do século II, Pausânias, associa a rosa com a história de Adônis. O Livro Onze do antigo romance romano O Asno de Ouro por Apuleio contém uma cena em que a deusa Ísis, que é identificada com Vênus, instrui o principal personagem, Lúcio, que foi transformado em um burro, para comer pétalas de uma coroa de rosas usada por um padre como parte de uma procissão religiosa a fim de recuperar sua humanidade.

### Cristandade
Após a cristianização do Império Romano, a rosa foi identificada com a Virgem Maria. O símbolo da rosa acabou levando à criação do rosário e outras orações devocionais no Cristianismo. Desde 1400, os franciscanos têm um Rosário da Coroa das Sete Alegrias da Bem-Aventurada Virgem Maria. Nos anos 1400 e 1500, os cartuxos promoveram a ideia de mistérios sagrados associados ao símbolo da rosa e aos jardins de rosas. A pintura de Albrecht Dürer A Festa do Rosário (1506) retrata a Virgem Maria distribuindo guirlandas de rosas para seus adoradores.
Devido à sua simetria axial, a rosa se torna uma mandala (uma palavra de origem sânscrita que significa círculo) e pode ser considerada um símbolo do centro de existência que irradia a criação; coletando dessa forma alguns dos significados simbólicos da roda, mas adicionando a ela as conotações de vida e beleza. Da fusão desses dois símbolos: Rosa e Roda, derivam, por exemplo, as rosáceas das igrejas românicas e góticas, que simbolizam a entrada da influência divina na criação (o antigo oculus dos templos romanos que também pode ser visto no primeiras igrejas românicas) como a irradiação a partir do centro imóvel (Deus) das várias ordens da criação.

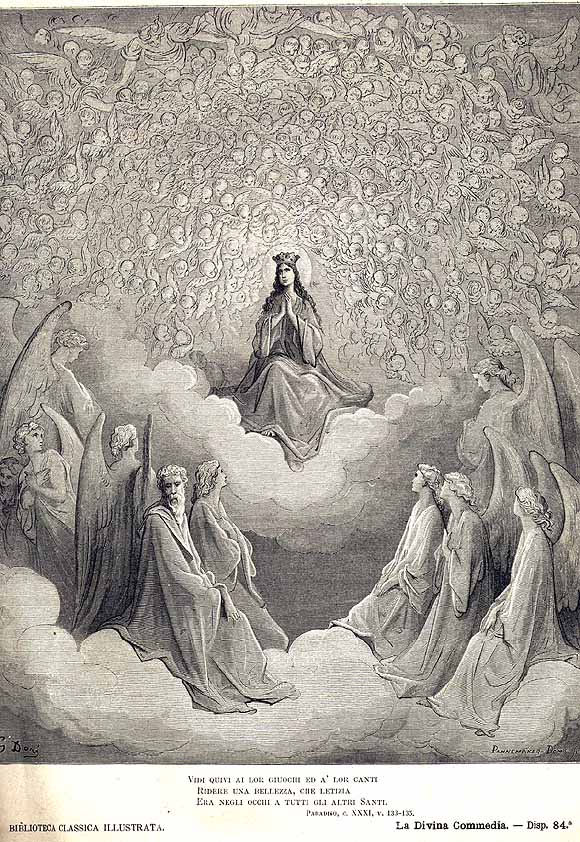
A Divina Comédia. Paraíso, Canto XXXI. Gravura de Gustave Doré

Na Divina Comédia de Dante, pela mão de Beatriz, Dante finalmente chega ao Paraíso diante de uma enorme rosa branca, A Rosa Cândida, expressão do amor divino, onde as pétalas são as almas entronizadas dos fiéis e no centro da qual está a Virgem Maria, com o simbolismo a ela associado da Rosa Mística. Nas dimensões alegóricas de Dante, a figura da rosa une o amor terreno e mortal ao celeste e imortal, e a rosa divina, recebendo a luz de seu paralelo, o divino sol, representa o mistério da salvação e manifestação do amor divino no universo.
Em forma, então, de cândida rosa
a mim se mostrava a milícia santa,
que em seu sangue Cristo fez esposa;
mas a outra, que voando vê e canta
a glória daquele que a enamora
e a bondade que a fez tanto,
como a esquadra de abelhas às flores
chega, e uma vêm e outra retorna
lá, onde seu labor se saboreia,
na grande flor descendia, que se adorna
de tantas folhas, e então ressaía
lá, aonde seu amor sempre se aloja

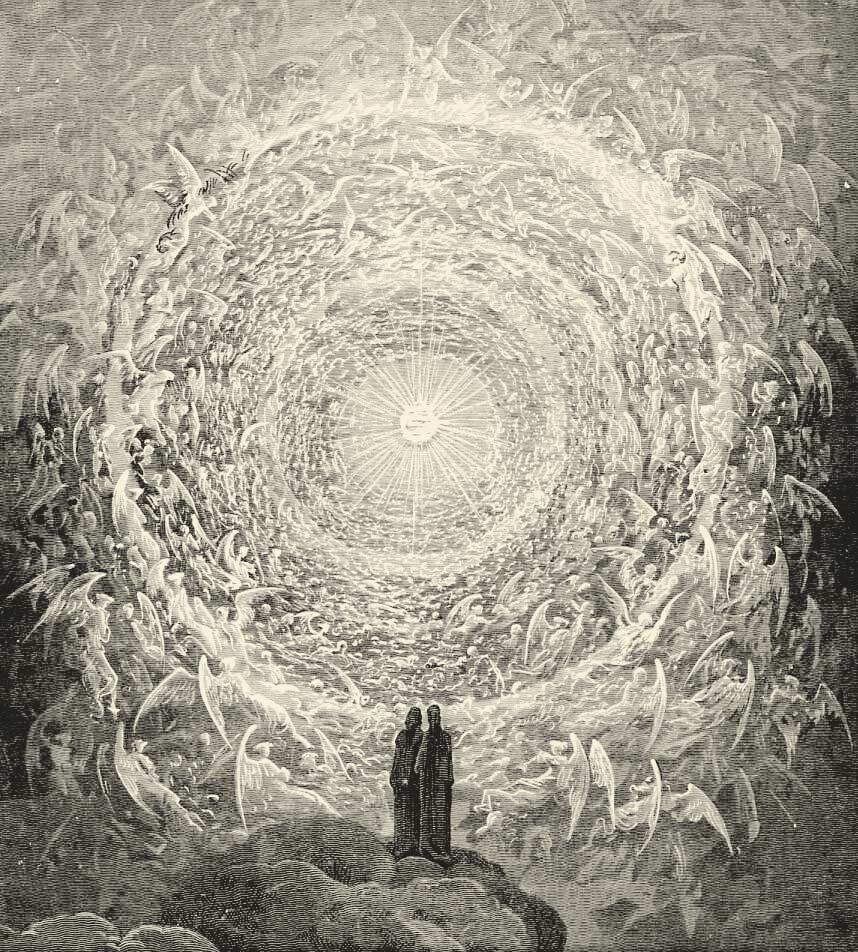
A Divina Comédia. Paraíso, Canto XXXI. Gravura de Gustave Doré

Finalmente, por intercessão de Maria, Dante, na companhia de Beatriz, pode contemplar diretamente Deus que se mostra a ele como a Rosa Celestial; no Empíreo, uma luz rodeada por círculos concêntricos de anjos.
Mas não eram suficientes as próprias asas:
se não que a minha mente era percutida
de um fulgor que em sua vontade tem.
A alta fantasia aqui faltou força;
mas eu já volvia o meu desejo e o querer,
assim como roda, que igualmente é movida,
o amor que move o Sol e as estrelas.
Segundo Peter Dronke, a rosa sintetiza a multiplicidade na unidade. Assim o fez o poeta latino Luxório em um epigrama "em louvor à rosa de cem pétalas": "Mesmo se a rosa cípria for vestida em cem pétalas, a Vênus toda nela fluiu, com todo seu sangue". A partir do século XII, começaram a ser tornar comuns no vernáculo religioso os termos rosa rosarum e "flor das flores", como em hinos e nas Cantigas de Afonso: "Rosa das rosas et fror das frores, Dona das donas, sennor das sennores". Também um século antes de Dante, o cardeal Pedro de Cápua fez um pequeno tratado simbólico chamado De Rosa.
Paracelso, em seu Livro sobre a Ressureição e Glorificação dos Corpos, sustenta que a rosa é o símbolo da transfiguração ou espiritualização do corpo humano; ela representa tanto o sangue de Cristo quanto a Pedra Filosofal em seu estado rúbeo aperfeiçoado, como agente da transmutação alquímica. Essa é uma possível fonte que pode ter influenciado a concepção do simbolismo no rosacrucianismo.

### Islã e sufismo
O cultivo de jardins geométricos, nos quais a rosa sempre ocupou um lugar de destaque, tem uma longa história no Irã e nas terras vizinhas. No gazel lírico, é a beleza da rosa que provoca o canto saudoso do rouxinol―imagem que se destaca, por exemplo, nos poemas de Hafez.
Por sua vez, a imagética de amante e amada tornou-se um tipo da busca do místico sufi pelo amor divino, de modo que Ibn Arabi, por exemplo, alinha a rosa com a bochecha ruborizada da amada por um lado e, por outro, com os nomes e atributos divinos.
Outros exemplos bem conhecidos de simbolismo de rosa no sufismo incluem:
- O mestre sufi Abdalcáder Guilani é conhecido como "a Rosa de Bagdá" e sua ordem, a Cadíria, usa a rosa como símbolo.
- Dois livros proeminentes alinhados com o sufismo são O Jardim de Rosas, de Saadi, e O Jardim de Rosas dos Segredos, de Mahmoud Shabistari.

## Por países

### Espanha
Os catalães do nordeste da Espanha tradicionalmente celebram o Dia de São Jorge (23 de abril)―que comemora São Jorge (Sant Jordi), o santo padroeiro da região da Catalunha―como o dia dels enamorats ("dia dos namorados"), em que os amantes trocam rosas vermelho-sangue.

### Inglaterra

A rosa de Tudor, no padrão de dupla rosa dobrada. A representação comum em brasões europeus é da rosa silvestre (R. canina) de cinco pétalas.

A rosa é a flor nacional da Inglaterra, um uso que remonta às guerras civis inglesas do século XV (mais tarde chamada de Guerras das Rosas), em que uma rosa vermelha representava a Casa de Lancaster, e uma rosa branca representava a Casa de York. A dinastia Tudor criou a rosa de Tudor, que unia as rosas brancas e vermelhas, um simbolismo dramatizado por Shakespeare em sua peça Ricardo III. A balada tradicional The Rose of England narra a tomada da coroa pelo conde de Richmond (que se tornou Henrique VII da Inglaterra, o fundador da dinastia Tudor), usando a "rosa vermelha" como alegoria para Henrique.

### Estados Unidos
Em 1986, a rosa foi adotada como o emblema floral nacional dos Estados Unidos.

### México
A cidade mexicana de Guadalajara, capital de Jalisco, é apelidada de "Cidade das Rosas" (Ciudad de las Rosas).

## Socialismo e social-democracia

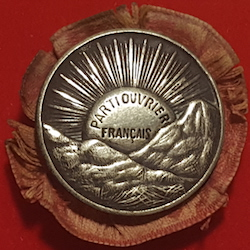
Emblema do Partido dos Trabalhadores Franceses (Parti Ouvrier Francais) com sol nascente em um fundo de roseta vermelha, 1893

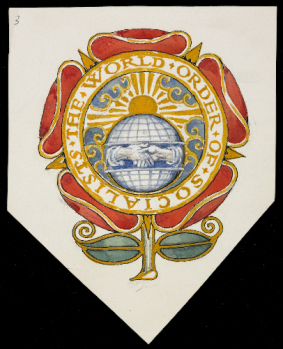
Emblema para "The World Order of Socialists" com uma rosa vermelha, substituindo o escudo de armas, contendo um aperto de mão estendendo em um globo planejado racionalmente sob um sol nascente, desenhado por Walter Crane, c. 1915

Desde a década de 1880, a rosa vermelha é um símbolo do socialismo. A origem da rosa como símbolo do socialismo está relacionada à sua associação com a cor vermelha. Desde pelo menos 1848, o vermelho foi associado ao socialismo. Após a Revolução Francesa de 1848, os socialistas pressionaram para que a bandeira vermelha da revolução fosse designada como bandeira nacional. Os republicanos, porém, prevaleceram e a bandeira tricolor francesa continuou sendo a bandeira nacional. O governo provisório como compromisso decretou que: "Em sinal de mobilização e em memória de reconhecimento ao último ato da revolução popular, os membros do governo provisório e outras autoridades usarão a roseta vermelha, que também será colocada no mastro."
Durante a Comuna de Paris em 1871, a bandeira vermelha solidificou seu vínculo com o socialismo quando foi hasteada como a bandeira do governo de curta duração dos communards. Após o colapso da Comuna de Paris, o chanceler alemão Bismarck, temendo a força crescente dos socialistas na Alemanha, fez o parlamento aprovar as leis anti-socialistas para suprimir as atividades do Partido Social-Democrata. Como parte das leis anti-socialistas de 1878, a exibição de emblemas do Partido Social Democrata foi proibida. Para contornar a lei, os social-democratas usavam pedaços de fitas vermelhas em suas casas. Essas ações, no entanto, resultaram em sentenças de prisão e prisão. Posteriormente, foram substituídos por botões de rosa vermelhos pelos social-democratas. Essas ações também resultaram em detenções e sentenças de prisão. O judiciário decidiu que, em geral, todos tinham o direito de usar qualquer flor de acordo com seu gosto, mas que quando os socialistas, como um grupo, usam botões de rosa vermelhos, isso se tornaria um emblema do partido.
Devido às leis anti-socialistas, que proibiam as atividades social-democratas, centenas de socialistas foram multados, presos ou exilados da Alemanha. Posteriormente, os exilados alemães espalharam o símbolo da rosa vermelha do socialismo pela Europa e pelos Estados Unidos. O socialista Johann Most foi um desses exilados socialistas alemães, que primeiro foi para a Inglaterra e depois foi para os Estados Unidos e carregou consigo o símbolo do botão de rosa vermelho. O botão de rosa vermelho foi usado na lapela em 1887 durante os discursos que fez em apoio aos oito indivíduos condenados no Caso Haymarket em um sinal de solidariedade socialista. Da mesma forma, o uso de uma flor vermelha, como um cravo vermelho ou rosa vermelha, tornou-se comum durante as cerimônias de comemoração na França no Muro dos Communards, que lembrava as vítimas do colapso da Comuna de Paris. Na década de 1910, a rosa vermelha era universalmente identificada como um símbolo do movimento socialista.

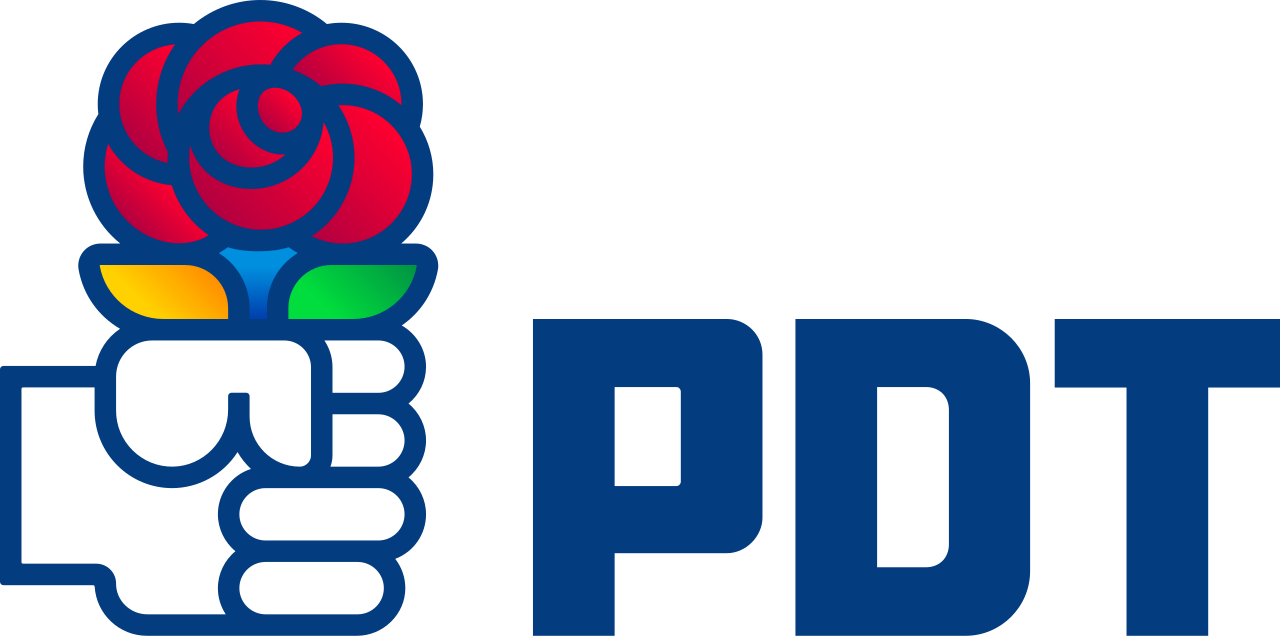
Emblema do Partido Democrático Trabalhista brasileiro

A Biblioteca Tamiment e Arquivos Robert F. Wagner da Universidade de Nova York afirmam que a rosa "sempre foi um símbolo importante com associações anti-autoritárias". A rosa é usada para mostrar o fim após os meios, significando "colocar uma rosa na sepultura". O símbolo da rosa tornou-se popular como um logotipo político entre os partidos políticos socialistas e social-democratas na Europa Ocidental pós-Segunda Guerra Mundial, como os Social-Democratas da Suécia. O Partido Socialista Francês (PS) foi o primeiro partido a adotar a variante do símbolo da rosa em um punho em 1971. Depois, a rosa em punho foi usada pela Internacional Socialista "e por muitos de seus partidos membros". O Partido Trabalhista britânico usa uma rosa vermelha como símbolo desde o final dos anos 1980; a rosa substituiu o símbolo anterior do partido, a bandeira vermelha.

## Alegoria na literatura
A rosa em sentido alegórico aparece muitas vezes na literatura. No poema de William Blake The Sick Rose, a rosa é um símbolo do amor ou da paixão, é carmesim e escura, mas ora doente, o verme a infectou. A rosa no popular poema francês do século XIII Romance da Rosa é uma personificação da mulher, o objeto das atenções do amante, e o ato de arrancar a rosa representa sua conquista dela. No título do conto de William Faulkner A Rose for Emily, a rosa tem vários significados possíveis: como a amante de Emily agora seca e preservada, ou um segredo como por sub rosa. Em um pós-escrito ao O Nome da Rosa, Umberto Eco discute o motivo do título de seu romance de 1983: "porque a rosa é uma figura simbólica tão rica em significados que agora quase não tem sentido".[carece de fontes?]

## Outros

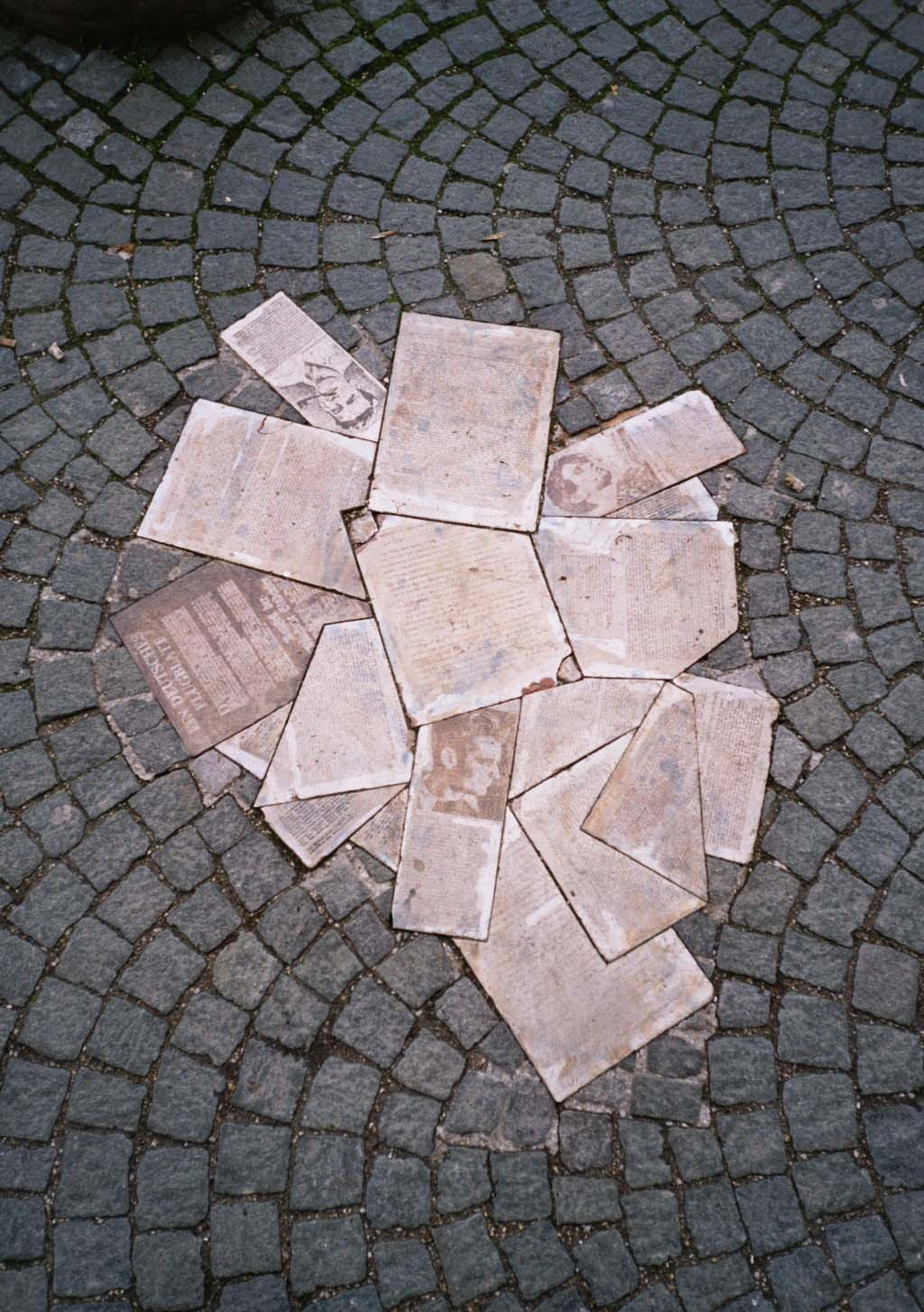
Monumento à "Weiße Rose".

A Rosa Branca (alemão die Weiße Rose) foi um grupo de resistência intelectual não violento da Segunda Guerra Mundial no Terceiro Reich liderado por um grupo de estudantes e um professor da Universidade de Munique. O grupo conduziu um folheto anônimo e uma campanha de grafite que clamava à oposição ativa ao regime do partido nazista. Suas atividades começaram em Munique em 27 de junho de 1942 e terminaram com a prisão do grupo central pela Gestapo em 18 de fevereiro de 1943. Sob interrogatório da Gestapo, Hans Scholl deu várias explicações para a origem do nome "A Rosa Branca" e sugeriu que ele pode tê-lo escolhido enquanto estava sob a influência emocional de um poema do século XIX com o mesmo nome do poeta alemão Clemens Brentano. Também foi especulado que o nome poderia ter sido tirado ou de um verso do poeta cubano Jose Marti, "Cultivo una rosa blanca", ou de um romance alemão Die Weiße Rose, escrito por B. Traven. Hans Scholl e Alex Schmorell haviam lido esse romance. Eles também escreveram que o símbolo da rosa branca pretendia representar a pureza e a inocência em face do mal.